# Capitoli di Higurashi no naku koro ni
Questa è la lista dei capitoli del manga Higurashi no naku koro ni, pubblicato dalla Square Enix e da Kadokawa Shoten in Giappone, mentre in Inghilterra da Yen Plus sotto il titolo Higurashi When They Cry. I capitoli sono stati disegnati da diversi artisti: Karin Suzuragi, Yutori Hōjō, Jirō Suzuki, Yoshiki Tonogai e Hanase Momoyama.
Un altro manga, intitolato Kokoroiyashi-hen (心癒し編? lett. "Capitolo della guarigione del cuore"), è stato disegnato da Yuna Kagesaki ed è stato pubblicato il 26 agosto 2008 nel Comp Ace di Kadokawa Shoten.
Sono stati pubblicati anche altri tre capitoli relativi a Higurashi, ma con dei nuovi personaggi: Onisarashi-hen (鬼曝し編? lett. "Capitolo del demone smascherato") e Utsutsukowashi-hen (現壊し編? lett. "Capitolo della distruzione della realtà"), disegnati da En Kitō e serializzati nel Comp Ace rispettivamente tra il 2005 e 2006 e il 2006 e 2007, e Yoigoshi-hen (宵越し編? lett. "Capitolo di oltre mezzanotte"), disegnato da Mimori e serializzato in GFantasy tra il 2006 e il 2007.
In Italia la serie è stata annunciata da Musubi Edizioni nel settembre 2024 e viene pubblicata a partire dal 23 maggio 2025.

## Rapiti dai demoni
| Nº | Titolo italiano Giapponese 「Kanji」 - Rōmaji | Data di prima pubblicazione             | Data di prima pubblicazione           |
| Nº | Titolo italiano Giapponese 「Kanji」 - Rōmaji | Giapponese                              | Italiano                              |
| 1  | Rapiti dai demoni 「鬼隠し編」 - Onikakushi-hen | 22 dicembre 2005 ISBN 978-4-7575-1590-1 | 23 maggio 2025 ISBN 979-12-82012-02-7 |
| 1  | Capitoli - 1. Il villaggio di Hinamizawa (雛見沢村?, Hinamizawa-mura) - 2. La notte dei Watanagashi (綿流しの夜?, Watanagashi no yoru) - 3. Sospetto (疑心?, Gishin)        |                                         |                                       |
| 2  | Rapiti dai demoni 「鬼隠し編」 - Onikakushi-hen | 22 giugno 2006 ISBN 978-4-7575-1704-2   | —                                     |
| 2  | Capitoli (traduzioni letterali dei titoli) - 4. Trappola (罠?, Wana) - 5. Isolamento (孤立?, Koritsu) - 6. Rena Ryugu (竜宮レナ?, Ryūgū Rena) - 7. Desiderio (願い?, Negai) |                                         |                                       |

## Watanagashi-hen
| Nº    | Titolo italiano (traduzione letterale) Giapponese 「Kanji」 - Rōmaji | Data di prima pubblicazione             | Data di prima pubblicazione |
| Nº    | Titolo italiano (traduzione letterale) Giapponese 「Kanji」 - Rōmaji | Giapponese                              |                             |
| 1 (3) | Capitolo del cotone alla deriva 「綿流し編」 - Watanagashi-hen | 22 dicembre 2005 ISBN 978-4-7575-1591-8 |                             |
| 1 (3) | Capitoli (traduzioni letterali dei titoli) - 1. Hinamizawa (雛見沢?) - 2. Angel Mort (エンジェルモート?, Enjeru Mōto) - 3. Il piano della diga di Hinamizawa (雛見沢ダム計画?, Hinamizawa Damu keikaku) - 4. Battaglia dell'angelo (エンジェル攻防戦?, Engeru kōbōsen) - 5. Cotone alla deriva (綿流し?, Watanagashi)                                 |                                         |                             |
| 2 (4) | Capitolo del cotone alla deriva 「綿流し編」 - Watanagashi-hen | 22 giugno 2006 ISBN 978-4-7575-1710-3   |                             |
| 2 (4) | Capitoli (traduzioni letterali dei titoli) - 6. Il Saiguden (祭具殿?, Saiguden) - 7. Il quinto anno della maledizione (五年目の祟り?, Go-nenme no tatari) - 8. Rapiti dai demoni (鬼隠し?, Onikakushi) - 9. Sparizione (失踪?, Shissō) - 10. Telefonata (電話?, Denwa) - 11. Demone (鬼?, Oni) - 12. L'ultimo desiderio (最後の願い?, Saigo no negai) |                                         |                             |

## Tatarigoshi-hen
| Nº    | Titolo italiano (traduzione letterale) Giapponese 「Kanji」 - Rōmaji | Data di prima pubblicazione             | Data di prima pubblicazione |
| Nº    | Titolo italiano (traduzione letterale) Giapponese 「Kanji」 - Rōmaji | Giapponese                              |                             |
| 1 (5) | Capitolo della maledizione assassina 「祟殺し編」 - Tatarigoshi-hen | 22 dicembre 2005 ISBN 978-4-7575-1592-5 |                             |
| 1 (5) | Capitoli (traduzioni letterali dei titoli) - 1. Capitolo 1 (第1話?, Dai ichi wa) - 2. Capitolo 2 (第2話?, Dai ni wa) - 3. Capitolo 3 (第3話?, Dai san wa) - 4. Capitolo 4 (第4話?, Dai yon wa) - 5. Capitolo 5 (第5話?, Dai go wa) |                                         |                             |
| 2 (6) | Capitolo della maledizione assassina 「祟殺し編」 - Tatarigoshi-hen | 22 giugno 2006 ISBN 978-4-7575-1712-7   |                             |
| 2 (6) | Capitoli (traduzioni letterali dei titoli) - 6. Capitolo 6 (第6話?, Dai roku wa) - 7. Capitolo 7 (第7話?, Dai shichi wa) - 8. Capitolo 8 (第8話?, Dai hachi wa) - 9. Capitolo 9 (第9話?, Dai kyū wa) - 10. Capitolo 10 (第10話?, Dai jū wa) - 11. Capitolo 11 (第11話?, Dai jū-ichi wa) - 12. Capitolo 12 (第12話?, Dai jū-ni wa) - 13. Capitolo finale (最終話?, Saishū wa) |                                         |                             |

## Himatsubushi-hen
| Nº    | Titolo italiano (traduzione letterale) Giapponese 「Kanji」 - Rōmaji | Data di prima pubblicazione             | Data di prima pubblicazione |
| Nº    | Titolo italiano (traduzione letterale) Giapponese 「Kanji」 - Rōmaji | Giapponese                              |                             |
| 1 (7) | Capitolo del tempo di uccidere 「暇潰し編」 - Himatsubushi-hen | 22 agosto 2006 ISBN 978-4-7575-1741-7   |                             |
| 1 (7) | Capitoli (traduzioni letterali dei titoli) - 1. Consiglio (勧告?, Kankoku) - 2. Il cavaliere del gioco da tavola Mahjong (雀卓の騎士?, Jantaku no kishi) - 3. Decisione (覚悟?, Kakugo) - 4. Avvertimento (警告?, Keikoku) |                                         |                             |
| 2 (8) | Capitolo del tempo di uccidere 「暇潰し編」 - Himatsubushi-hen | 22 dicembre 2006 ISBN 978-4-7575-1825-4 |                             |
| 2 (8) | Capitoli (traduzioni letterali dei titoli) - 5. Contatto (接触?, Sesshoku) - 6. Libertà (解放?, Kaihō) - 7. Fato (運命?, Sadame) - 8. Separazione (別れ?, Wakare) - 9. Determinazione (決意?, Ketsui)                      |                                         |                             |

## Yoigoshi-hen
| Nº     | Titolo italiano (traduzione letterale) Giapponese 「Kanji」 - Rōmaji | Data di prima pubblicazione            | Data di prima pubblicazione |
| Nº     | Titolo italiano (traduzione letterale) Giapponese 「Kanji」 - Rōmaji | Giapponese                             |                             |
| 1 (9)  | Capitolo di oltre mezzanotte 「宵越し編」 - Yoigoshi-hen | 27 gennaio 2007 ISBN 978-4-7575-1931-2 |                             |
| 1 (9)  | Capitoli (traduzioni letterali dei titoli) - 1. Capitolo 0 (第0話?, Dai 0 wa) - 2. 21 giugno 9:00 PM (6月21日午後9時?, Rokugatsu ni-jū-ichi-nichi gogo ku-ji) - 3. 21 giugno 10:00 PM (6月21日午後10時?, Rokugatsu Ni-jū-ichi-nichi gogo jū-ji) - 4. 21 giugno 11:00 PM, sala riunione 1 (6月21日午後11時 集会所①?, Rokugatsu ni-jū-ichi-nichi jū-ichi-ji shūkaijo ichi) - 5. 22 giugno 0:00 AM, sala riunione 2 (6月22日午前0時 集会所②?, Rokugatsu ni-jū-ni-nichi gozen zero-ji shūkaijo ni) - 6. 22 giugno 0:30 AM, tempio Furude 1 (6月22日午前0時30分 古手神社①?, Rokugatsu ni-jū-ni-nichi Gozen zero-ji san-jūppun Furude jinja ichi) - 7. 22 giugno 1:00 AM, tempio Furude 2 (6月22日午前1時 古手神社②?, Rokugatsu ni-jū-ni-nichi gozen ichi-ji Furude jinja ni)                                                                                    |                                        |                             |
| 2 (10) | Capitolo di oltre mezzanotte 「宵越し編」 - Yoigoshi-hen | 27 agosto 2007 ISBN 978-4-7575-2094-3  |                             |
| 2 (10) | Capitoli (traduzioni letterali dei titoli) - 8. 22 giugno 2:00 AM, sala riunione 3 (6月22日午前2時 集会所③?, Rokugatsu ni-jū-ni-nichi gozen ni-ji shūkaijo san) - 9. 22 giugno 3:00 AM, sala riunione 4 (6月22日午前3時 集会所④?, Rokugatsu ni-jū-ni-nichi gozen san-ji shūkaijo yo) - 10. 22 giugno 4:00 AM, sala riunione 5 (6月22日午前4時 集会所⑤?, Rokugatsu ni-jū-ni-nichi gozen yo-ji shūkaijo go) - 11. 22 giugno alba (6月22日 夜明け?, Rokugatsu ni-jū-ni-nichi yoake) - 12. 22 giugno 5:00 AM, alla proprietà dei Sonozaki (6月22日午前5時 園崎本家へ?, Rokugatsu ni-jū-ni-nichi gozen Go-ji Sonozaki honke e) - 13. 22 giugno alba, proprietà dei Sonozaki (6月22日早暁 園崎本家?, Rokugatsu ni-jū-ni-nichi sōgyō Sonozaki honke) - 14. 22 giugno 6:00 AM, conclusione (6月22日午前6時 決着?, Rokugatsu ni-jū-ni-nichi gozen roku-ji ketchaku) |                                        |                             |

## Meakashi-hen
| Nº     | Titolo italiano (traduzione letterale) Giapponese 「Kanji」 - Rōmaji | Data di prima pubblicazione             | Data di prima pubblicazione |
| Nº     | Titolo italiano (traduzione letterale) Giapponese 「Kanji」 - Rōmaji | Giapponese                              |                             |
| 1 (11) | Capitolo dell'apertura degli occhi 「目明し編」 - Meakashi-hen | 27 gennaio 2007 ISBN 978-4-7575-1928-2  |                             |
| 1 (11) | Capitoli (traduzioni letterali dei titoli) - 1. Ritorno a casa (帰郷?, Kikyō) - 2. Riunione (再会?, Saikai) - 3. Oyashiro-sama (オヤシロさま?) - 4. Imperdonabile... (ユルサナイ…?, Yurusanai...) - 5. Cotone alla deriva (ワタ流し?, Watanagashi) |                                         |                             |
| 2 (12) | Capitolo dell'apertura degli occhi 「目明し編」 - Meakashi-hen | 27 luglio 2007 ISBN 978-4-7575-2059-2   |                             |
| 2 (12) | Capitoli (traduzioni letterali dei titoli) - 6. Il rituale dell'attrezzatura del seminterrato del tempio (地下祭具殿?, Chika saiguden) - 7. Distinzione (けじめ?, Kejime) - 8. Destino (宿命?, Shukumei) - 9. Rumore di passi (足音?, Ashioto) - 10. Cotone alla deriva del 1983 (昭和58年綿流し?, Shōwa 58-nen watanagashi) - 11. Decisione (決意?, Ketsui) |                                         |                             |
| 3 (13) | Capitolo dell'apertura degli occhi 「目明し編」 - Meakashi-hen | 22 dicembre 2007 ISBN 978-4-7575-2189-6 |                             |
| 3 (13) | Capitoli (traduzioni letterali dei titoli) - 12. Ricordo (回顧?, Kaiko) - 13. Nemico (仇?, Kataki) - 14. L'ingenuo (妄信者?, Bōshinsha) - 15. Vivi (生きて?, Ikite) - 16. La sacerdotessa di Oyashiro-sama (オヤシロさまの巫女?, Oyashiro-sama no miko) |                                         |                             |
| 4 (14) | Capitolo dell'apertura degli occhi 「目明し編」 - Meakashi-hen | 21 giugno 2008 ISBN 978-4-7575-2308-1   |                             |
| 4 (14) | Capitoli (traduzioni letterali dei titoli) - 17. Grida del demone (鬼の咆哮?, Oni no hōkō) - 18. Mion e Shion (魅音と詩音?, Mion to Shion) - 19. Promessa (約束?, Yakusoku) - 20. Confessione (告白?, Kokuhaku) - 21. Quaderno della felicità (幸せノート?, Shiawase Nōto)                                                                                   |                                         |                             |

## Tsumihoroboshi-hen
| Nº     | Titolo italiano (traduzione letterale) Giapponese 「Kanji」 - Rōmaji | Data di prima pubblicazione             | Data di prima pubblicazione |
| Nº     | Titolo italiano (traduzione letterale) Giapponese 「Kanji」 - Rōmaji | Giapponese                              |                             |
| 1 (15) | Capitolo dell'espiazione 「罪滅し編」 - Tsumihoroboshi-hen | 22 dicembre 2006 ISBN 978-4-7575-1826-1 |                             |
| 1 (15) | Capitoli (traduzioni letterali dei titoli) - 1. Rena felice (シアワセなレナ?, Shiawase na Rena) - 2. Mondo deformato (歪む世界?, Hizumu sekai) - 3. La lotta di Rena (レナの戦い?, Rena no tatakai)                                                                                         |                                         |                             |
| 2 (16) | Capitolo dell'espiazione 「罪滅し編」 - Tsumihoroboshi-hen | 22 giugno 2007 ISBN 978-4-7575-2027-1   |                             |
| 2 (16) | Capitoli (traduzioni letterali dei titoli) - 4. La fine della decisione (決意の果て?, Ketsui no hate) - 5. Amico (仲間?, Nakama) - 6. E quindi, cotone alla deriva (そして綿流し?, Soshite watanagashi) - 7. La verità della maledizione (祟りのシンジツ?, Tatari no shinjitsu)             |                                         |                             |
| 3 (17) | Capitolo dell'espiazione 「罪滅し編」 - Tsumihoroboshi-hen | 22 dicembre 2007 ISBN 978-4-7575-2178-0 |                             |
| 3 (17) | Capitoli (traduzioni letterali dei titoli) - 8. Inversione (反転?, Hanten) - 9. Confusione (昏迷?, Konmei) - 10. Segreto (秘密?, Himitsu) - 11. Ricordo (記憶?, Kioku) |                                         |                             |
| 4 (18) | Capitolo dell'espiazione 「罪滅し編」 - Tsumihoroboshi-hen | 21 giugno 2008 ISBN 978-4-7575-2307-4   |                             |
| 4 (18) | Capitoli (traduzioni letterali dei titoli) - 12. Ultima mossa (最後の一手?, Saigo no itte) - 13. Assedio (籠城?, Rōjō) - 14. Limite di tempo (タイムリミット?, Taimu Rimitto) - 15. Nemmeno 10 minuti (もう10分も無い?, Mō juppun mo nai) - 16. Rena felice (幸せなレナ?, Shiawase na Rena) |                                         |                             |

## Minagoroshi-hen
| Nº | Titolo italiano (traduzione letterale) Giapponese 「Kanji」 - Rōmaji | Data di prima pubblicazione             | Data di prima pubblicazione |
| Nº | Titolo italiano (traduzione letterale) Giapponese 「Kanji」 - Rōmaji | Giapponese                              |                             |
| 1  | Capitolo del massacro 「皆殺し編」 - Minagoroshi-hen | 22 dicembre 2008 ISBN 978-4-7575-2450-7 |                             |
| 1  | Capitoli (traduzioni letterali dei titoli) - 1. Frederica (フレデリカ?, Furederika) - 2. Tra le montagne (山中にて?, Sanchū nite) - 3. Il potere di cambiare il fato (運命を変える力?, Unmei o kaeru chikara) - 4. Un mondo propizio (幸運な世界?, Kōun na sekai) - 5. Riunione miracolosa (奇跡の再会?, Kiseki no saikai)               |                                         |                             |
| 2  | Capitolo del massacro 「皆殺し編」 - Minagoroshi-hen | 22 giugno 2009 ISBN 978-4-7575-2588-7   |                             |
| 2  | Capitoli (traduzioni letterali dei titoli) - 6. L'uomo dimenticato (忘れていた男?, Wasureteita otoko) - 7. Il mondo visto qualche volta (いつか見た世界?, Itsuka mita sekai) - 8. L'idea di Keiichi (圭一のアイデア?, Keiichi no Aidea) - 9. Gli spiriti di Hinamizawa (雛見沢スピリッツ?, Hinamizawa Supirittsu)                        |                                         |                             |
| 3  | Capitolo del massacro 「皆殺し編」 - Minagoroshi-hen | 27 agosto 2009 ISBN 978-4-7575-2662-4   |                             |
| 3  | Capitoli (traduzioni letterali dei titoli) - 10. Una mano in aiuto (救いの手?, Sukui no te) - 11. La terza petizione (3度目の陳情?, Sandome no chinjō) - 12. La maledizione di Oyashiro-sama (オヤシロさまの祟り?, Oyashiro-sama no tatari) - 13. L'anima dell'alleanza della disperata difesa (死守同盟の魂?, Shishu dōmei no tamashii) |                                         |                             |
| 4  | Capitolo del massacro 「皆殺し編」 - Minagoroshi-hen | 22 dicembre 2009 ISBN 978-4-7575-2762-1 |                             |
| 4  | Capitoli (traduzioni letterali dei titoli) - 14. Confronto con Oryō (お魎との対決?, Oryō to no taiketsu) - 15. Il potere di Oryō (お魎の力?, Oryō no chikara) - 16. La vera forza (ほんとうの強さ?, Hontō no tsuyosa) - 17. Nella notte del cotone alla deriva (綿流しの夜に?, Watanagashi no yoru ni)                                   |                                         |                             |
| 5  | Capitolo del massacro 「皆殺し編」 - Minagoroshi-hen | 22 aprile 2010 ISBN 978-4-7575-2853-6   |                             |
| 5  | Capitoli (traduzioni letterali dei titoli) - 18. L'operazione comincia (作戦開始?, Sakusen kaishi) - 19. Il rimpianto di essere venuta al mondo (この世界への未練?, Kono sekai e no miren) - 20. Sviluppo inaspettato (予期せぬ展開?, Yokisenu tenkai) - 21. La sindrome di Hinamizawa (雛見沢症候群?, Hinamizawa shōkōgun)              |                                         |                             |
| 6  | Capitolo del massacro 「皆殺し編」 - Minagoroshi-hen | 21 agosto 2010 ISBN 978-4-7575-2971-7   |                             |
| 6  | Capitoli (traduzioni letterali dei titoli) - 22. L'inizio della fine (終わりの始まり?, Owari no hajimari) - 23. Il tempo bloccato (止まった時間?, Tomatta jikan) - 24. Decesso (終焉?, Shūen) - 25. Operazione finale (終末作戦?, Shūmatsu sakusen)                                                                                      |                                         |                             |

## Matsuribayashi-hen
| Nº | Titolo italiano (traduzione letterale) Giapponese 「Kanji」 - Rōmaji | Data di prima pubblicazione             | Data di prima pubblicazione |
| Nº | Titolo italiano (traduzione letterale) Giapponese 「Kanji」 - Rōmaji | Giapponese                              |                             |
| 1  | Capitolo dell'arrivo del festival 「祭囃し編」 - Matsuribayashi-hen | 22 dicembre 2008 ISBN 978-4-7575-2446-0 |                             |
| 1  | Capitoli (traduzioni letterali dei titoli) - 1. Miyoko Tanashi (田無美代子?, Tanashi Miyoko) - 2. Fuga (脱走?, Dassō) - 3. Tuono (雷鳴?, Raimei) - 4. Legami (絆?, Kizuna) |                                         |                             |
| 2  | Capitolo dell'arrivo del festival 「祭囃し編」 - Matsuribayashi-hen | 22 giugno 2009 ISBN 978-4-7575-2587-0   |                             |
| 2  | Capitoli (traduzioni letterali dei titoli) - 5. Non calpestare (踏まないで?, Fumanaide) - 6. L'incidente del ponte di Marco Polo (盧溝橋事件?, Rokōkyō jiken) - 7. Kyosuke Irie (入江京介?, Irie Kyōsuke) - 8. Maledizione (祟り?, Tatari) - 9. Sacrificio numero due (生贄第二号?, Ikenie dainigō)                                                                                         |                                         |                             |
| 3  | Capitolo dell'arrivo del festival 「祭囃し編」 - Matsuribayashi-hen | 22 dicembre 2009 ISBN 978-4-7575-2751-5 |                             |
| 3  | Capitoli (traduzioni letterali dei titoli) - 10. La sacerdotessa di Oyashiro-sama (オヤシロさまの巫女?, Oyashiro-sama no miko) - 11. L'incidente della caduta nel parco di Shirakawa (白川公園転落事故?, Shirakawa kōen tenraku jiko) - 12. La madre della regina (女王の母?, Joō no haha) - 13. L'incidente della zia Houjou colpita a morte (北条叔母撲殺事件?, Hōjō-oba bokusatsu jiken) |                                         |                             |
| 4  | Capitolo dell'arrivo del festival 「祭囃し編」 - Matsuribayashi-hen | 21 agosto 2010 ISBN 978-4-7575-2972-4   |                             |
| 4  | Capitoli (traduzioni letterali dei titoli) - 14. Nuovo vento (新しい風?, Atarashii kaze) - 15. Primo lancio dei dadi (サイコロの1?, Saikoro no ichi) - 16. Invito alla fine (終末への誘い?, Shūmatsu e no izanai) - 17. Dichiarazione di guerra (宣戦布告?, Sensen fukoku) |                                         |                             |
| 5  | Capitolo dell'arrivo del festival 「祭囃し編」 - Matsuribayashi-hen | 21 agosto 2010 ISBN 978-4-7575-2973-1   |                             |
| 5  | Capitoli (traduzioni letterali dei titoli) - 18. Hanyū Furude (古手羽入?, Furude Hanyū) - 19. Speranza e cospirazione (希望と陰謀?, Kibō to inbō) - 20. Gli sforzi di tutti (皆の力?, Minna no chikara) - 21. Riunione (再会?, Saikai) - 22. Kuraudo Ooishi (大石蔵人?, Ōishi Kuraudo) |                                         |                             |
| 6  | Capitolo dell'arrivo del festival 「祭囃し編」 - Matsuribayashi-hen | 22 dicembre 2010 ISBN 978-4-7575-3098-0 |                             |
| 6  | Capitoli (traduzioni letterali dei titoli) - 23. Operazione di 48 ore (48時間作戦?, 48 jikan sakusen) - 24. La notte prima della battaglia decisiva (決戦前夜?, Kessen zenya) - 25. Lo scoppio della guerra (開戦?, Kaisen) - 26. Fuga (脱出?, Dasshutsu) - 27. Battaglia a casa dei Sonozaki (園崎家攻防戦?, Sonozaki-ke kōbōsen)                                                          |                                         |                             |
| 7  | Capitolo dell'arrivo del festival 「祭囃し編」 - Matsuribayashi-hen | 22 aprile 2011 ISBN 978-4-7575-3204-5   |                             |
| 7  | Capitoli (traduzioni letterali dei titoli) - 28. Venire in vostro soccorso (君を助けに来た?, Kimi o tasuke ni kita) - 29. Miyo e Miyoko (三四と美代子?, Miyo to Miyoko) - 30. La feroce battaglia di Urayama (裏山の激闘?, Urayama no gekitō) - 31. Anteprima della forza (強行潜入?, Kyōkō sennyū)                                                                                         |                                         |                             |
| 8  | Capitolo dell'arrivo del festival 「祭囃し編」 - Matsuribayashi-hen | 22 agosto 2011 ISBN 978-4-7575-3335-6   |                             |
| 8  | Capitoli (traduzioni letterali dei titoli) - 32. Passare attraverso la linea del blocco (封鎖線突破?, Fūsasen toppa) - 33. Resa dei conti, e…. (決着、そして…。?, Ketchaku, soshite….) - 34. Un dio e un umano (神と人と?, Kami to hito to) - 35. Un mondo ideale (理想の世界?, Risō no sekai)                                                                                              |                                         |                             |

## Onisarashi-hen
| Nº | Titolo italiano (traduzione letterale) Giapponese 「Kanji」 - Rōmaji | Data di prima pubblicazione              | Data di prima pubblicazione |
| Nº | Titolo italiano (traduzione letterale) Giapponese 「Kanji」 - Rōmaji | Giapponese                               |                             |
| 1  | Capitolo del demone smascherato 「鬼曝し編」 - Onisarashi-hen | 10 aprile 2006 ISBN 978-4-0471-3815-5    |                             |
| 1  | Capitoli (traduzioni letterali dei titoli) - Prologo - 1. Inizio (はじまり?, Hajimari) - 2. Premonizione (予感?, Yokan) - 3. Famiglia (家族?, Kazoku)                    |                                          |                             |
| 2  | Capitolo del demone smascherato 「鬼曝し編」 - Onisarashi-hen | 26 settembre 2006 ISBN 978-4-0471-3862-9 |                             |
| 2  | Capitoli (traduzioni letterali dei titoli) - 4. Sgretolamento (崩壊?, Hōkai) - 5. Segreto (秘密?, Himitsu) - 6. Accordo (決着?, Ketchaku) - 7. Verità (真実?, Shinjitsu) |                                          |                             |

## Utsutsukowashi-hen
| Nº | Titolo italiano (traduzione letterale) Giapponese 「Kanji」 - Rōmaji                                                                   | Data di prima pubblicazione             | Data di prima pubblicazione |
| Nº | Titolo italiano (traduzione letterale) Giapponese 「Kanji」 - Rōmaji                                                                   | Giapponese                              |                             |
| 1  | Capitolo della distruzione della realtà 「現壊し編」 - Utsutsukowashi-hen                                                              | 26 dicembre 2007 ISBN 978-4-0471-3996-1 |                             |
| 1  | Capitoli (traduzioni letterali dei titoli) - 1. Compassione (共鳴?, Kyōmei) - 2. Malinteso (誤解?, Gokai) - 3. Compagno (同士?, Dōshi) |                                         |                             |

## Kokoroiyashi-hen
| Nº | Titolo italiano (traduzione letterale) Giapponese 「Kanji」 - Rōmaji | Data di prima pubblicazione          | Data di prima pubblicazione |
| Nº | Titolo italiano (traduzione letterale) Giapponese 「Kanji」 - Rōmaji | Giapponese                           |                             |
| 1  | Capitolo della guarigione del cuore 「心癒し編」 - Kokoroiyashi-hen | 26 marzo 2009 ISBN 978-4-0471-5215-1 |                             |
| 1  | Capitoli (traduzioni letterali dei titoli) - 1. Una speciale vacanza estiva (特別な夏休み?, Tokubetsu na natsuyasumi) - 2. Pianificazione di un viaggio (旅行計画?, Ryokō keikaku) - 3. L'operazione va avanti!! (作戦決行!!?, Sakusen kekkō!!) - 4. Cosa accade!?" (ハプニング!??, Hapuningu!?) - 5. Per sempre insieme…… (ずっと一緒に……?, Zutto issho ni……) - 6. Determinazione (決意?, Ketsui) - 7. Un Giorno…… (いつか……?, Itsuka……) |                                      |                             |

## Hirukowashi-hen
| Nº | Titolo italiano (traduzione letterale) Giapponese 「Kanji」 - Rōmaji | Data di prima pubblicazione             | Data di prima pubblicazione |
| Nº | Titolo italiano (traduzione letterale) Giapponese 「Kanji」 - Rōmaji | Giapponese                              |                             |
| 1  | Capitolo di Daybreak 「昼壊し編」 - Hirukowashi-hen | 22 dicembre 2009 ISBN 978-4-7575-2746-1 |                             |
| 1  | Capitoli (traduzioni letterali dei titoli) - 1. Cambio improvviso (豹変?, Hyōhen) - 2. Persona chiave come previsto (やっぱりキーパーソン?, Yappari Kīpāson) - 3. Ancora per Rena, solo Tomitake-san è qui (もうレナには富竹さんしかいないの?, Mō Rena ni wa Tomitake-san shika inai no) - 4. Attivati!! Barriera spirituale endemica (発動!! 固有結界?, Hatsudō!! Koyū kekkai) - 5. In quel momento Keiichi si elettrizzò——! (その時圭一に電流走る——!?, Sono toki Keiichi ni denryū hashiru——!) - 6. Il volto sorridente di Rena (レナの笑顔?, Rena no egao) - 7. Un tesoro meraviglioso (素敵な宝物?, Suteki na takaramono) |                                         |                             |

## Saikoroshi-hen
| Nº | Titolo italiano (traduzione letterale) Giapponese 「Kanji」 - Rōmaji | Data di prima pubblicazione             | Data di prima pubblicazione |
| Nº | Titolo italiano (traduzione letterale) Giapponese 「Kanji」 - Rōmaji | Giapponese                              |                             |
| 1  | Capitolo dei dadi che uccidono 「賽殺し編」 - Saikoroshi-hen | 22 dicembre 2011 ISBN 978-4-7575-3451-3 |                             |
| 1  | Capitoli (traduzioni letterali dei titoli) - 1. Il mondo peggiore (最悪の世界?, Saiaku no sekai) - 2. Gli occhi dei dadi del dio (神のサイコロの目?, Kami no saikoro no me) - 3. Solitario (ひとりぼっち?, Hitoribocchi) - 4. Bernkastel (ベルンカステル?, Berunkasuteru) - 5. Madre e figlia (母と子と?, Haha to ko to) - 6. Un solo mondo (一つの世界?, Hitotsu no sekai) |                                         |                             |

## Gou
| Nº | Titolo italiano (traduzione letterale) Giapponese 「Kanji」 - Rōmaji | Data di prima pubblicazione            | Data di prima pubblicazione |
| Nº | Titolo italiano (traduzione letterale) Giapponese 「Kanji」 - Rōmaji | Giapponese                             |                             |
| 1  | Nuovo 「業」 - Gou | 4 novembre 2020 ISBN 978-4-04-109899-8 |                             |
| 1  | Capitoli (traduzioni letterali dei titoli) - 1. Capitolo dell'inganno demoniaco - parte 1 (鬼騙し編 其の壱?, Onidamashi-hen sono ichi) - 2. Capitolo dell'inganno demoniaco - parte 2 (鬼騙し編 其の弐?, Onidamashi-hen sono ni) - 3. Capitolo dell'inganno demoniaco - parte 3 (鬼騙し編 其の参?, Onidamashi-hen sono san) |                                        |                             |
| 2  | Nuovo 「業」 - Gou | 4 febbraio 2021 ISBN 978-4-04-109921-6 |                             |
| 2  | Capitoli (traduzioni letterali dei titoli) - 4. Capitolo dell'inganno del cotone - parte 1 (綿流し編 其の壱?, Watadamashi-hen sono ichi) - 5. Capitolo dell'inganno del cotone - parte 2 (綿騙し編 其の弐?, Watadamashi-hen sono ni) - 6. Capitolo dell'inganno del cotone - parte 3 (綿騙し編 其の参?, Watadamashi-hen sono san) - 7. Capitolo dell'inganno del cotone - parte 4 (綿騙し編 其の四?, Watadamashi-hen sono yon)                   |                                        |                             |
| 3  | Nuovo 「業」 - Gou | 2 luglio 2021 ISBN 978-4-04-111463-6   |                             |
| 3  | Capitoli (traduzioni letterali dei titoli) - 8. Capitolo dell'inganno vendicativo - parte 1 (祟騙し編 其の壱?, Tatari damashi-hen sono ichi) - 9. Capitolo dell'inganno vendicativo - parte 2 (祟騙し編 其の弐?, Tatari damashi-hen sono ni) - 10. Capitolo dell'inganno vendicativo - parte 3 (祟騙し編 其の参?, Tatari damashi-hen sono san) - 11. Capitolo dell'inganno vendicativo - parte 4 (祟騙し編 其の四?, Tatari damashi-hen sono shi) |                                        |                             |
| 4  | Nuovo 「業」 - Gou | 2 novembre 2021 ISBN 978-4-04-111464-3 |                             |
| 4  | Capitoli (traduzioni letterali dei titoli) - 12. Capitolo dell'inganno vendicativo - parte 5 (祟騙し編 其の伍?, Tatari damashi-hen sono go) - 13. Capitolo dell'inganno felino - parte 1 (猫騙し編 其の壱?, Nekodamashi-hen sono ichi) - 14. Capitolo dell'inganno felino - parte 2 (猫騙し編 其の弐?, Nekodamashi-hen sono ni) - 15. Capitolo dell'inganno felino - parte 3 (猫騙し編 其の参?, Nekodamashi-hen sono san)                        |                                        |                             |

## Meguri
| Nº | Titolo italiano (traduzione letterale) Giapponese 「Kanji」 - Rōmaji | Data di prima pubblicazione             | Data di prima pubblicazione |
| Nº | Titolo italiano (traduzione letterale) Giapponese 「Kanji」 - Rōmaji | Giapponese                              |                             |
| 1  | Ciclo 「巡」 - Meguri | 4 aprile 2022 ISBN 978-4-04-112271-6    |                             |
| 1  | Capitoli (traduzioni letterali dei titoli) - 1. Capitolo della distruzione del villaggio - parte 1 (郷壊し編 其の壱?, Satokowashi-hen sono ichi) - 2. Capitolo della distruzione del villaggio - parte 2 (郷壊し編 其の弐?, Satokowashi-hen sono ni) - 3. Capitolo della distruzione del villaggio - parte 3 (郷壊し編 其の参?, Satokowashi-hen sono san) - 4. Capitolo della distruzione del villaggio - parte 4 (郷壊し編 其の四?, Satokowashi-hen sono yon) |                                         |                             |
| 2  | Ciclo 「巡」 - Meguri | 4 ottobre 2022 ISBN 978-4-04-112711-7   |                             |
| 2  | Capitoli (traduzioni letterali dei titoli) - 5. Capitolo della distruzione del villaggio - parte 5 (郷壊し編 其の五?, Satokowashi-hen sono go) - 6. Capitolo della rivelazione dei demoni - parte 1 (鬼明し編 其の壱?, Oniakashi-hen sono ichi) - 7. Capitolo della rivelazione dei demoni - parte 2 (鬼明し編 其の弐?, Oniakashi-hen sono ni) - 8. Capitolo della rivelazione dei demoni - parte 3 (鬼明し編 其の参?, Oniakashi-hen sono san)                 |                                         |                             |
| 3  | Ciclo 「巡」 - Meguri | 3 marzo 2023 ISBN 978-4-04-113360-6     |                             |
| 3  | Capitoli (traduzioni letterali dei titoli) - 9. Capitolo della rivelazione del cotone - parte 1 (綿明し編 其の壱?, Wataakashi-hen sonoichi) - 10. Capitolo della rivelazione del cotone - parte 2 (綿明し編 其の弐?, Wataakashi-hen sononi) - 11. Capitolo della rivelazione del cotone - parte 3 (綿明し編 其の参?, Wataakashi-hen sonosan) - 12. Capitolo della rivelazione della maledizione - parte 1 (祟明し編 其の壱?, Tatariakashi-hen sonoichi)        |                                         |                             |
| 4  | Ciclo 「巡」 - Meguri | 4 settembre 2023 ISBN 978-4-04-114035-2 |                             |
| 4  | Capitoli (traduzioni letterali dei titoli) - 13. Capitolo della rivelazione della maledizione - parte 2 (祟明し編 其の弐 Tatariakashi-hen sononi?) - 14. Capitolo del gatto rivelatore (猫明し編?, Nekoakashi-hen) - 15. Capitolo sugli abitanti della luce - parte 1 (明暮し編 其の壱?, Akarigurashi-hen sono ichi) - 16. Capitolo sugli abitanti della luce - parte 2 (明暮し編 其の弐?, Akarigurashi-hen sono ni)                                           |                                         |                             |
| 5  | Ciclo 「巡」 - Meguri | 4 marzo 2024 ISBN 978-4-04-114794-8     |                             |
| 5  | Capitoli (traduzioni letterali dei titoli) - 17. Capitolo sugli abitanti della luce - parte 3 (明暮し編 其の参?, Akarigurashi-hen sono san) - 18. Capitolo sugli abitanti della luce - parte 4 (明暮し編 其の四?, Akarigurashi-hen sono yon) - 19. Capitolo sugli abitanti della luce - parte 5 (明暮し編 其の伍?, Akarigurashi-hen sono go) |                                         |                             |